# Shaoyang

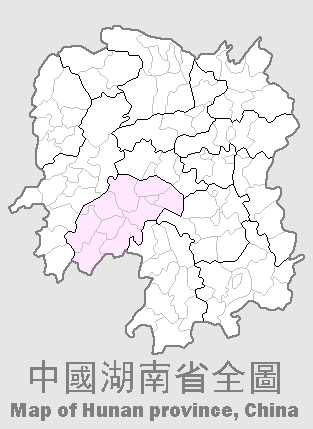
Lage Shaoyangs in Hunan

Shaoyang (chinesisch 邵阳市, Pinyin Shàoyáng Shì) ist eine bezirksfreie Stadt in der chinesischen Provinz Hunan. Shaoyang hat eine Fläche von 20.830 km² und 6.563.520 Einwohner (Stand: Zensus 2020). In dem eigentlichen städtischen Siedlungsgebiet von Shaoyang leben 612.900 Personen (Stand: Ende 2018). Die Stadt bildet ein Verkehrs- und Handelszentrum im oberen Zi-Tal. In Shaoyang wird der Shaoyang-Dialekt des Xiang gesprochen.

## Städtepartnerschaften
- Saratow, Russland

## Administrative Gliederung
Auf Kreisebene setzt sich Shaoyang aus drei Stadtbezirken, zwei kreisfreien Städten, sechs Kreisen und einem Autonomen Kreis zusammen. Diese sind (Stand: Ende 2018):
- Stadtbezirk Shuangqing (双清区), 137 km², 320.300 Einwohner, Stadtzentrum und Sitz der Stadtregierung;
- Stadtbezirk Daxiang (大祥区), 215 km², 343.800 Einwohner;
- Stadtbezirk Beita (北塔区), 84 km², 107.800 Einwohner;
- Stadt Wugang (武冈市), 1.532 km², 780.500 Einwohner;
- Stadt Shaodong (邵东市), 1.776 km², 910.600 Einwohner;
- Kreis Shaoyang (邵阳县), 1.997 km², 917.500 Einwohner, Hauptort: Großgemeinde Tangdukou (塘渡口镇);
- Kreis Xinshao (新邵县), 1.763 km², 787.200 Einwohner, Hauptort: Großgemeinde Niangxi (酿溪镇);
- Kreis Longhui (隆回县), 2.871 km², 1.158.100 Einwohner, Hauptort: Großgemeinde Taohong (桃洪镇);
- Kreis Dongkou (洞口县), 2.184 km², 805.300 Einwohner, Hauptort: Großgemeinde Dongkou (洞口镇);
- Kreis Suining (绥宁县), 2.899 km², 372.100 Einwohner, Hauptort: Großgemeinde Changpu (长铺镇);
- Kreis Xinning (新宁县), 2.751 km², 591.600 Einwohner, Hauptort: Großgemeinde Jinshi (金石镇);
- Autonomer Kreis Chengbu der Miao (城步苗族自治县), 2.620 km², 275.700 Einwohner, Hauptort: Großgemeinde Rulin (儒林镇).

## Söhne und Töchter der Stadt
- Wei Yuan (1794–1857), konfuzianischer Gelehrter, geboren im Kreis Longhui
- Cai E (1882–1916), Militär und Kriegsherr, geboren im Kreis Shaoyang
- Peng Shuzhi (1895–1983), Revolutionär und Trotzkist, geboren im Kreis Longhui
- He Lüting (1903–1999), Komponist, geboren im Kreis Shaodong
- Li Wangyang (1950–2012), oppositioneller politischer Aktivist, geboren im Stadtbezirk Daxiang
- Hongjie Dai (* 1966), chinesisch-amerikanischer physikalischer Chemiker und Nanowissenschaftler